# Павловка (приток Ухры)
Павловка (Саха) — река в России, протекает в Арефинском сельском поселении Рыбинского района Ярославской области. На топокарте названа Саха. Устье реки находится в 31 км по левому берегу реки Ухра. Длина реки составляет 12 км. Название Саха совпадает с правым притоком Ухры, протекающей восточнее и впадающей в Ухру в 9 км выше по течению. Истоки одноименных рек близки. На плане Генерального межевания Рыбинского уезда 1792 года имеется деревня Павлова, стоящая в устье реки по левому берегу. Высота истока — 144,5 м над уровнем моря.

## Данные водного реестра
По данным государственного водного реестра России относится к Верхневолжскому бассейновому округу, водохозяйственный участок реки — Рыбинское водохранилище до Рыбинского гидроузла и впадающие в него реки, без рек Молога, Суда и Шексна от истока до Шекснинского гидроузла, речной подбассейн реки — Реки бассейна Рыбинского водохранилища. Речной бассейн реки — (Верхняя) Волга до Куйбышевского водохранилища (без бассейна Оки).
Код объекта в государственном водном реестре — 08010200412110000010201.

## Описание
Саха имеет исток в сети мелиоративных канав в окрестностях деревни Поповское, на границе Арефинского и Назаровского сельского поселения. Исток находится на высоте около 144 м на небольшой возвышенности, разделяющей притоки Ухры, текущие на север и Волги, текущие на юг. Течёт в основном в северном направлении, притоки реки имеют схожее происхождение и направление течения. В лесном и малонаселённом краю вдоль реки Саха и её притока ручья Пелевин концентрируется ряд небольших деревень. Протекает на северо-восток через деревню Бобылево (на левом берегу), затем через Бакуново (на правом). Напротив деревни Бакуново в Саху слева впадает ручей Ратикова. Затем на правом берегу деревня Саха и у стоящей на высоком левом берегу деревни Княжево слева впадает, наиболее крупный приток ручей Пелевин. Ранее между деревнями Саха и Княжево на левом берегу была деревня Фунино. Далее река петляет около 2 км в крутых берегах и впадает слева в Ухру. Напротив устья, на правом берегу Ухры стоит деревня Тимошино. Отметка уровня воды в устье 105,8 м.

## Ратикова
Ручей длиной около 4 км. Левый приток реки Саха. Исток находится к северу от деревни Долгий Луг. Впадает в Саху напротив деревни Бакуново, населённых пунктов на берегах нет.